# Blossia echinata
Blossia echinata är en spindeldjursart som beskrevs av William Frederick Purcell 1903. Blossia echinata ingår i släktet Blossia och familjen Daesiidae. Inga underarter finns listade.